# لیمبورگرهوف
لیمبورگرهوف (به آلمانی: Limburgerhof) یک شهر در آلمان است که در راین-پفلاتس-کرایس واقع شده‌است. لیمبورگرهوف ۱۲٬۹۰۰ نفر جمعیت دارد.

## خواهرخوانده
شهر شانوو خواهرخواندهٔ لیمبورگرهوف هست.